# George Miller (Musiker)
George Miller (* 18. September 1992 in Osaka, Japan), bekannter als Joji oder unter seinen früheren Künstlernamen Filthy Frank, Pink Guy, DizastaMusic, Politikz, Francis of the Filth, Papa Franku und vielen weiteren, ist ein in Japan geborener US-amerikanischer Musiker, Komiker und ehemaliger YouTuber. Besondere Bekanntheit erlangte er durch das Internetmeme Harlem Shake.

## Karriere
George Miller wurde als Sohn eines australisch-japanischen Paares in Osaka geboren. Er besuchte die Canadian Academy in Kōbe, die er 2012 abschloss. Er eröffnete im Jahr 2008 auf der Webvideoplattform YouTube den Kanal DizastaMusic und 2013 TVFilthyFrank. Dort veröffentlichte er regelmäßig die Filthy Frank Show, eine skurrile Comedyserie, in der er verschiedene Rollen spielt. Eine davon ist die des Pink Guy, der sich in der Öffentlichkeit bewegt und in einem pinkfarbenen Elastan-Ganzkörperanzug herumspringt und auf dem Boden wälzt. 2013 veröffentlichte er einen kurzen Clip mit dem Titel Do the Harlem Shake. Darin ist er als Pink Guy und drei weitere verkleidete Personen mit Gesichtsmaske zu sehen, wie sie zum EDM-Track Harlem Shake von Baauer zuckende und zappelnde Bewegungen vollführen. Das Video wurde im Internet bekannt und fand zahllose Nachahmer, die in allen möglichen Outfits skurrile Tänze zu dem Lied aufführten. Davon profitierte auch Miller, bei dem die Abonnentenzahl seines Kanals über vier Millionen stieg. Sein ursprüngliches Harlem-Shake-Video wurde über 66 Millionen Mal abgerufen (Stand: September 2022).
Neben Comedy-Videos veröffentlichte Miller auch kurze Musikstücke und Rapeinlagen. Neben seinen Rapsongs im Trap-Stil spielt er auch Ukulele. 2014 veröffentlichte er ein komplettes Album mit dem Titel Pink Guy zum freien Download und teilweise als Internetvideo auf seinem Kanal. Sein zweites, offizielles Album mit dem Titel Pink Season veröffentlichte er zum Jahresanfang 2017 unter dem Namen Pink Guy. Das Comedy-Musikalbum mit 35 Tracks zwischen 30 Sekunden und viereinhalb Minuten kam in die offiziellen US-Albumcharts und erreichte Platz 70.
Im Dezember 2017 bestätigte er, seine Produktion von Webvideos einzustellen und sich auf seine Musikkarriere zu konzentrieren. Die Entscheidung habe er auch wegen stressbedingten, gesundheitlichen Problemen getroffen.
Seitdem produziert Miller unter dem Namen Joji Musik. 2017 veröffentlichte er mit In Tongues sein erstes Album unter diesem Pseudonym, 2018 folgte Ballads 1 und am 25. September 2020 erschien das Album Nectar. Am 4. November 2022 veröffentlichte Miller das Album Smithereens. Gleichzeitig wurde auf seinem YouTube-Kanal das Musikvideo zum Song Die For You hochgeladen.
Im Juni 2022 veröffentlichte Joji den Song Glimpse Of Us. Der Song landete in den Billboard Hot 100 auf Platz 8 und ist somit seine bisher erfolgreichste Single.
Miller lebt in New York.

## Musikstil
Millers Musik unter dem Namen Joji wird als Trip-Hop und Lo-Fi beschrieben, welche mit Elementen aus Trap, Folk, Elektronik und R&B versetzt ist. Sie ist durch Downtempo, Melancholie und gefühlvolle Texte gekennzeichnet. Dabei wird die Produktion möglichst minimalistisch gehalten. Nach eigener Aussage waren seine Zeit in Osaka und Boom bap, welchen er dort hörte, wichtige Einflüsse.

## Diskografie

### Alben
| Jahr         | Titel Musiklabel             | Höchstplatzierung, Gesamtwochen, AuszeichnungChartplatzierungen (Jahr, Titel, Musiklabel, Platzierungen, Wochen, Auszeichnungen, Anmerkungen) | Höchstplatzierung, Gesamtwochen, AuszeichnungChartplatzierungen (Jahr, Titel, Musiklabel, Platzierungen, Wochen, Auszeichnungen, Anmerkungen) | Höchstplatzierung, Gesamtwochen, AuszeichnungChartplatzierungen (Jahr, Titel, Musiklabel, Platzierungen, Wochen, Auszeichnungen, Anmerkungen) | Höchstplatzierung, Gesamtwochen, AuszeichnungChartplatzierungen (Jahr, Titel, Musiklabel, Platzierungen, Wochen, Auszeichnungen, Anmerkungen) | Höchstplatzierung, Gesamtwochen, AuszeichnungChartplatzierungen (Jahr, Titel, Musiklabel, Platzierungen, Wochen, Auszeichnungen, Anmerkungen) | Anmerkungen                                                  |
| Jahr         | Titel Musiklabel             | DE | AT | CH | UK | US | Anmerkungen                                                  |
| ------------ | ---------------------------- | --- | --- | --- | --- | --- | ------------------------------------------------------------ |
| als Pink Guy |                              | | | | | |                                                              |
|              |                              | | | | | |                                                              |
| 2014         | Pink Guy Selbstverlag        | — | — | — | — | — | Erstveröffentlichung: 23. Mai 2014                           |
| 2017         | Pink Season Selbstverlag     | — | — | — | — | US70 (3 Wo.)US | Erstveröffentlichung: 4. Januar 2017                         |
| als Joji     |                              | | | | | |                                                              |
|              |                              | | | | | |                                                              |
| 2017         | In Tongues 88rising, Empire  | — | — | — | — | US58 (1 Wo.)US | Erstveröffentlichung: 3. November 2017 Extended Play         |
| 2018         | Ballads 1 88rising, 12Tone   | — | — | — | UK26 Gold · (2 Wo.)UK | US3 Platin · (76 Wo.)US | Erstveröffentlichung: 26. Oktober 2018 Verkäufe: + 1.210.000 |
| 2020         | Nectar 88rising, 12Tone      | DE48 (2 Wo.)DE | AT20 (1 Wo.)AT | CH42 (1 Wo.)CH | UK6 Gold · (6 Wo.)UK | US3 Gold · (25 Wo.)US | Erstveröffentlichung: 25. September 2020 Verkäufe: + 655.000 |
| 2022         | Smithereens 88rising, Warner | DE49 (2 Wo.)DE | AT18 (1 Wo.)AT | CH29 (2 Wo.)CH | UK13 (2 Wo.)UK | US5 Gold · (13 Wo.)US | Erstveröffentlichung: 4. November 2022 Verkäufe: + 507.500   |

### Singles
| Jahr | Titel Album                        | Höchstplatzierung, Gesamtwochen, AuszeichnungChartplatzierungen (Jahr, Titel, Album, Platzierungen, Wochen, Auszeichnungen, Anmerkungen) | Höchstplatzierung, Gesamtwochen, AuszeichnungChartplatzierungen (Jahr, Titel, Album, Platzierungen, Wochen, Auszeichnungen, Anmerkungen) | Höchstplatzierung, Gesamtwochen, AuszeichnungChartplatzierungen (Jahr, Titel, Album, Platzierungen, Wochen, Auszeichnungen, Anmerkungen) | Höchstplatzierung, Gesamtwochen, AuszeichnungChartplatzierungen (Jahr, Titel, Album, Platzierungen, Wochen, Auszeichnungen, Anmerkungen) | Höchstplatzierung, Gesamtwochen, AuszeichnungChartplatzierungen (Jahr, Titel, Album, Platzierungen, Wochen, Auszeichnungen, Anmerkungen) | Anmerkungen                                                           |
| Jahr | Titel Album                        | DE | AT | CH | UK | US | Anmerkungen                                                           |
| --- | ---------------------------------- | --- | --- | --- | --- | --- | --------------------------------------------------------------------- |
| als Joji |                                    | | | | | |                                                                       |
| |                                    | | | | | |                                                                       |
| 2017 | Will He In Tongues                 | — | — | — | UK— SilberUK | US— PlatinUS | Erstveröffentlichung: 17. Oktober 2017 Verkäufe: + 1.200.000          |
| 2017 | Demons In Tongues                  | — | — | — | — | US— GoldUS | Erstveröffentlichung: 3. November 2017 Verkäufe: + 500.000            |
| 2018 | Yeah Right Ballads 1               | — | — | — | UK— GoldUK | US— ×2DoppelplatinUS | Erstveröffentlichung: 8. Mai 2018 Verkäufe: + 2.590.000               |
| 2018 | Slow Dancing in the Dark Ballads 1 | — | — | — | UK— PlatinUK | US69 ×5Fünffachplatin · (13 Wo.)US | Erstveröffentlichung: 12. September 2018 Verkäufe: + 5.965.000        |
| 2018 | Can’t Get Over You Ballads 1       | — | — | — | — | US— PlatinUS | Erstveröffentlichung: 2. Oktober 2018 Verkäufe: + 1.000.000           |
| 2018 | Test Drive Ballads 1               | — | — | — | — | US— PlatinUS | Erstveröffentlichung: 16. Oktober 2018 Verkäufe: + 1.000.000          |
| 2019 | Sanctuary Nectar                   | — | — | — | UK63 Silber · (1 Wo.)UK | US80 Gold · (1 Wo.)US | Erstveröffentlichung: 14. Juni 2019 Verkäufe: + 735.000               |
| 2020 | Run Nectar                         | — | — | — | UK46 (1 Wo.)UK | US68 Platin · (1 Wo.)US | Erstveröffentlichung: 6. Februar 2020 Verkäufe: + 1.000.000           |
| 2020 | Gimme Love Nectar                  | — | — | — | UK86 Silber · (1 Wo.)UK | US— GoldUS | Erstveröffentlichung: 16. April 2020 Verkäufe: + 725.000              |
| 2020 | Daylight –                         | — | — | — | — | US— GoldUS | Erstveröffentlichung: 6. August 2020 Verkäufe: + 500.000; feat. Diplo |
| 2022 | Glimpse of Us Smithereens          | DE31 (7 Wo.)DE | AT13 Gold · (9 Wo.)AT | CH13 Platin · (22 Wo.)CH | UK12 Platin · (18 Wo.)UK | US8 ×2Doppelplatin · (20 Wo.)US | Erstveröffentlichung: 10. Juni 2022 Verkäufe: + 3.510.000             |
| 2022 | Yukon (Interlude) Smithereens      | — | — | — | — | — | Erstveröffentlichung: 26. August 2022                                 |
| Folgende Lieder erschienen nicht als Single, wurden aber durch das Album zum Download und Streaming bereitgestellt und konnten somit eine Platzierung erlangen: |                                    | | | | | |                                                                       |
| |                                    | | | | | |                                                                       |
| 2020 | Ew Nectar                          | — | — | — | UK97 (1 Wo.)UK | — | Charteinstieg: 8. Oktober 2020                                        |
| 2022 | Die for You Smithereens            | — | — | — | UK39 (3 Wo.)UK | US53 (3 Wo.)US | Charteinstieg: 17. November 2022                                      |

Weitere Singles
- 2018: Midsummer Madness (88Rising feat. Joji & Rich Brian)

## Auszeichnungen für Musikverkäufe
| Silberne Schallplatte - Vereinigtes Königreich - 2024: für das Lied Worldstar Money (Interlude) Goldene Schallplatte - Australien - 2020: für die Single Sanctuary - Dänemark - 2022: für das Album Ballads 1 - 2023: für die Single Glimpse of Us - 2023: für die Single Slow Dancing in the Dark - Frankreich - 2024: für die Single Slow Dancing in the Dark - 2025: für die Single Yeah Right - Kanada - 2022: für das Album Nectar - 2022: für das Album In Tongues - Neuseeland - 2020: für die Single Midsummer Madness - 2022: für das Album In Tongues - 2024: für das Album Smithereens - Polen - 2021: für die Single Slow Dancing in the Dark - 2022: für die Single Yeah Right - 2022: für die Single Gimme Love - Portugal - 2022: für die Single Yeah Right - Singapur - 2021: für das Album Ballads 1 - Spanien - 2024: für die Single Slow Dancing in the Dark - Vereinigte Staaten - 2021: für das Lied Worldstar Money (Interlude) - 2022: für das Lied Wanted U - 2023: für das Lied R.I.P. | Platin-Schallplatte - Australien - 2020: für die Single Slow Dancing in the Dark - Frankreich - 2025: für die Single Glimpse of Us - Italien - 2024: für die Single Glimpse of Us - Kanada - 2022: für das Album Ballads 1 - Neuseeland - 2021: für das Album Ballads 1 - 2024: für das Album Nectar - Polen - 2023: für die Single Glimpse of Us - Portugal - 2022: für die Single Slow Dancing in the Dark - Spanien - 2024: für die Single Glimpse of Us 2× Platin-Schallplatte - Australien - 2022: für die Single Glimpse of Us - Kanada - 2022: für die Single Glimpse of Us - Neuseeland - 2024: für die Single Yeah Right 3× Platin-Schallplatte - Neuseeland - 2023: für die Single Slow Dancing in the Dark - 2025: für die Single Glimpse of Us - Portugal - 2023: für die Single Glimpse of Us |

Anmerkung: Auszeichnungen in Ländern aus den Charttabellen bzw. Chartboxen sind in ebendiesen zu finden.
| Land/RegionAuszeichnungen für Musikverkäufe (Land/Region, Auszeichnungen, Verkäufe, Quellen) | Silber     | Gold       | Platin       | Verkäufe   | Quellen              |
| -------------------------------------------------------------------------------------------- | ---------- | ---------- | ------------ | ---------- | -------------------- |
| Australien (ARIA)                                                                            | —          | Gold1      | 3× Platin3   | 245.000    | aria.com.au          |
| Dänemark (IFPI)                                                                              | —          | 3× Gold3   | —            | 100.000    | ifpi.dk              |
| Frankreich (SNEP)                                                                            | —          | 2× Gold2   | Platin1      | 400.000    | snepmusique.com      |
| Italien (FIMI)                                                                               | —          | —          | Platin1      | 100.000    | fimi.it              |
| Kanada (MC)                                                                                  | —          | 2× Gold2   | 3× Platin3   | 320.000    | musiccanada.com      |
| Neuseeland (RMNZ)                                                                            | —          | 3× Gold3   | 10× Platin10 | 300.000    | radioscope.co.nz NZ2 |
| Österreich (IFPI)                                                                            | —          | Gold1      | —            | 15.000     | ifpi.at              |
| Polen (ZPAV)                                                                                 | —          | 3× Gold3   | Platin1      | 125.000    | olis.pl              |
| Portugal (AFP)                                                                               | —          | Gold1      | 4× Platin4   | 45.000     | Einzelnachweise      |
| Schweiz (IFPI)                                                                               | —          | —          | Platin1      | 20.000     | hitparade.ch         |
| Singapur (RIAS)                                                                              | —          | Gold1      | —            | 5.000      | rias.org.sg          |
| Spanien (Promusicae)                                                                         | —          | Gold1      | Platin1      | 90.000     | elportaldemusica.es  |
| Vereinigte Staaten (RIAA)                                                                    | —          | 9× Gold9   | 14× Platin14 | 18.500.000 | riaa.com             |
| Vereinigtes Königreich (BPI)                                                                 | 4× Silber4 | 3× Gold3   | 2× Platin2   | 2.740.000  | bpi.co.uk            |
| Insgesamt                                                                                    | 4× Silber4 | 30× Gold30 | 41× Platin41 |            |                      |